# Maria Olszewska
Maria Olszewska (Ludwigsschwaige, Baviera, 12 d'agost de 1892 – Klagenfurt, 17 de maig de 1969) fou una cantant de la corda de contralt, alemanya.
Començà la seva carrera artística a Viena com a cantant, però escoltada per Nikisch a Leipzig, li aconsellà que es dediqués a l'òpera. Dotada d'una bella veu de contralt i especialitzada en el gènere dramàtic, arribà a conquistar un lloc preeminent en la interpretació del teatre wagnerià.